# Olympische Winterspiele 2002/Snowboard
Bei den XIX. Olympischen Spielen 2002 in Salt Lake City fanden vier Wettbewerbe im Snowboarden statt. Austragungsort war das Park City Mountain Resort in Park City.

## Bilanz

### Medaillenspiegel
| Platz | Land               | Gold | Silber | Bronze | Gesamt |
| ----- | ------------------ | ---- | ------ | ------ | ------ |
| 1     | Vereinigte Staaten | 2    | 1      | 2      | 5      |
| 2     | Frankreich         | 1    | 2      | –      | 3      |
| 3     | Schweiz            | 1    | –      | 1      | 2      |
| 4     | Schweden           | –    | 1      | –      | 1      |
| 5     | Italien            | –    | –      | 1      | 1      |

### Medaillengewinner
| Konkurrenz  | Gold           | Silber             | Bronze           |
| ----------- | -------------- | ------------------ | ---------------- |
| Parallel-RS | Philipp Schoch | Richard Rikardsson | Christopher Klug |
| Halfpipe    | Ross Powers    | Danny Kass         | Jarret Thomas    |

| Konkurrenz  | Gold           | Silber        | Bronze            |
| ----------- | -------------- | ------------- | ----------------- |
| Parallel-RS | Isabelle Blanc | Karine Ruby   | Lidia Trettel     |
| Halfpipe    | Kelly Clark    | Doriane Vidal | Fabienne Reuteler |

## Ergebnisse Männer

### Parallel-Riesenslalom
| Platz | Land | Sportler           |
| ----- | ---- | ------------------ |
| 1     | SUI  | Philipp Schoch     |
| 2     | SWE  | Richard Rikardsson |
| 3     | USA  | Chris Klug         |
| 4     | FRA  | Nicolas Huet       |
| 5     | FRA  | Mathieu Bozzetto   |
| 6     | ITA  | Walter Feichter    |
| 7     | AUT  | Siegfried Grabner  |
| 8     | SLO  | Dejan Košir        |
| 9     | SUI  | Gilles Jaquet      |
| 10    | AUT  | Alexander Maier    |
|       |      |                    |
| 13    | AUT  | Stefan Kaltschütz  |
| 14    | AUT  | Dieter Krassnig    |
| 16    | GER  | Mathias Behounek   |
| 18    | GER  | Markus Ebner       |
| 25    | SUI  | Simon Schoch       |

Datum: 15. Februar 2002, 10:00 Uhr (Qualifikation), 13:00 Uhr (Finale)
Strecke: C.B.’s Run

Start: 2300 m, Ziel: 2120 m, Höhenunterschied 180 m, Länge: 549 m

Kurssetzer Xavier Perrier-Michon (FRA), 27 Tore
32 Teilnehmer, davon 29 in der Wertung. Disqualifiziert u. a.: Ueli Kestenholz (SUI).

### Halfpipe
| Platz | Land | Sportler        | Punkte |
| ----- | ---- | --------------- | ------ |
| 1     | USA  | Ross Powers     | 46,10  |
| 2     | USA  | Danny Kass      | 42,50  |
| 3     | USA  | Jarret Thomas   | 42,10  |
| 4     | ITA  | Giacomo Kratter | 42,00  |
| 5     | JPN  | Takaharu Nakai  | 40,70  |
| 6     | USA  | Tommy Czeschin  | 40,60  |
| 7     | FIN  | Heikki Sorsa    | 40,40  |
| 8     | FIN  | Markku Koski    | 39,00  |
| 9     | CAN  | Trevor Andrew   | 38,60  |
| 10    | NOR  | Daniel Franck   | 37,40  |
|       |      |                 |        |
| 12    | GER  | Jan Michaelis   | 00,20  |
| 13    | SUI  | Therry Brunner  | 37,70  |
| 15    | SUI  | Marcel Hitz     | 35,90  |
| 18    | SUI  | Gian Simmen     | 33,50  |
| 20    | GER  | Xaver Hoffmann  | 32,60  |
| 32    | GER  | Daniel Tyrkas   | 21,40  |

Datum: 11. Februar 2002, 10:00 Uhr (Qualifikation), 13:00 Uhr (Finale)
Anlage: C.B.’s Run

Neigung: 16°, Länge: 155 m, Breite: 16,5 m, innere Wandhöhe: 4,9 m
35 Teilnehmer, davon 33 in der Wertung. Nicht zum Finale angetreten: Jan Michaelis.

## Ergebnisse Frauen

### Parallel-Riesenslalom
| Platz | Land | Sportlerin                  |
| ----- | ---- | --------------------------- |
| 1     | FRA  | Isabelle Blanc              |
| 2     | FRA  | Karine Ruby                 |
| 3     | ITA  | Lidia Trettel               |
| 4     | POL  | Jagna Marczułajtis          |
| 5     | AUT  | Maria Kirchgasser           |
| 6     | FRA  | Julie Pomagalski            |
| 7     | ITA  | Isabella Dal Balcon         |
| 8     | USA  | Lisa Kosglow                |
| 9     | ITA  | Dagmar Mair unter der Eggen |
| 10    | SWE  | Åsa Windahl                 |
| 10    | GER  | Katharina Himmler           |
|       |      |                             |
| 13    | CHE  | Steffi von Siebenthal       |
| 19    | CHE  | Nadia Livers                |
| 20    | CHE  | Daniela Meuli               |
| 13    | GER  | Heidi Renoth                |
| 23    | AUT  | Manuela Riegler             |
| 28    | AUT  | Claudia Riegler             |

Datum: 12. Februar 2002, 10:00 Uhr (Qualifikation), 13:00 Uhr (Finale)
Strecke: C.B.’s Run

Start: 2300 m, Ziel: 2120 m, Höhenunterschied 180 m, Länge: 549 m

Kurssetzer Xavier Perrier-Michon (FRA), 27 Tore
30 Teilnehmerinnen, davon 28 in der Wertung. Disqualifiziert: Doris Günther (AUT), Milena Meisser (SUI).

### Halfpipe
| Platz | Land | Sportlerin         | Punkte |
| ----- | ---- | ------------------ | ------ |
| 1     | USA  | Kelly Clark        | 47,90  |
| 2     | FRA  | Doriane Vidal      | 43,00  |
| 3     | SUI  | Fabienne Reuteler  | 39,70  |
| 4     | NOR  | Kjersti Buaas      | 37,30  |
| 5     | USA  | Shannon Dunn       | 37,20  |
| 6     | USA  | Tricia Byrnes      | 36,40  |
| 7     | AUT  | Nicola Pederzolli  | 35,70  |
| 8     | JPN  | Yoko Miyake        | 33,70  |
| 9     | FIN  | Minna Hesso        | 31,90  |
| 10    | NOR  | Lisa Wiik          | 28,90  |
| 11    | GER  | Nicola Thost       | 27,70  |
|       |      |                    |        |
| 14    | GER  | Sabine Wehr-Hasler | 29,70  |

Datum: 10. Februar 2002, 10:00 Uhr (Qualifikation), 13:00 Uhr (Finale)
Anlage: C.B.’s Run

Neigung: 16°, Länge: 155 m, Breite: 16,5 m, innere Wandhöhe: 4,9 m
23 Teilnehmerinnen, alle in der Wertung.